# فانيا كاني
فانيا كاني (بالإنجليزية: Vaneh Khani)‏ هي منطقة سكنية تقع في إيران في أردبيل.